# Miguel Méndez
Miguel Méndez fue un comerciante, militar y político argentino de la segunda mitad del siglo XIX.

## Biografía
Miguel Méndez nació en Buenos Aires, República Argentina, el 19 de agosto de 1840, hijo de Juan Méndez y Gregoria González.
Cursó sus primeros estudios en esa ciudad y a los 14 años ingresó al Regimiento N° 6 de línea a las órdenes del general José Miguel Arredondo, retirándose del ejército a los 25 años con el grado de mayor.
Se dedicó a tareas rurales y después fundó una exitosa casa de consignaciones en la ciudad de Buenos Aires.
Obtuvo más tarde el grado de coronel de Guardias Nacionales y por sus vinculaciones con el comercio y los ciudadanos más prestigiosos del país fue elegido a la Legislatura de Buenos Aires en 1880, año en que se aprobó la cesión del territorio de la ciudad de Buenos Aires a la Nación Argentina, cargo que desempeñó hasta 1887.
Falleció en Buenos Aires el 4 de enero de 1893. Estaba casado con Domitila Romero.